# Primera División de Chile 1946
El Campeonato Nacional de Fútbol de la Primera División de 1946 fue el torneo disputado en la 14.ª temporada del fútbol profesional chileno, con la participación de trece equipos, los doce que participaron en la temporada pasada más el equipo de Iberia, que fue aceptado en la Primera División, luego de ganar el campeonato de la División de Ascenso. 
El torneo se dividió en dos etapas cada una jugadas con un sistema de todos-contra-todos. En la primera etapa, jugada en dos rondas, los primeros seis equipos clasificarían a la liguilla por el campeonato, mientras que el resto de los equipos jugarían en la liguilla por el descenso. Las liguillas por el campeonato y por el descenso se jugaron en una única ronda, y los resultados de ésta fueron agregados a los de la primera etapa, para dirimir al equipo campeón del torneo.
El campeón del torneo fue Audax Italiano, que logró su segundo campeonato.

## Movimientos Divisionales
| Pos | a Primera División de Chile 1946 |
| --- | -------------------------------- |
| 1°  | Iberia                           |

## Primera etapa
| Pos | Equipo               | PJ | PG | PE | PP | GF | GC | Dif | Pts |
| --- | -------------------- | -- | -- | -- | -- | -- | -- | --- | --- |
| 1   | Magallanes           | 24 | 11 | 9  | 4  | 60 | 41 | 19  | 31  |
| 2   | Audax Italiano       | 24 | 13 | 4  | 7  | 59 | 46 | 13  | 30  |
| 3   | Universidad de Chile | 24 | 11 | 7  | 6  | 55 | 40 | 15  | 29  |
| 4   | Colo-Colo            | 24 | 9  | 11 | 4  | 50 | 38 | 12  | 29  |
| 5   | Green Cross          | 24 | 11 | 5  | 8  | 61 | 59 | 2   | 27  |
| 6   | Santiago Wanderers   | 24 | 10 | 6  | 8  | 47 | 42 | 5   | 26  |
| 7   | Universidad Católica | 24 | 9  | 6  | 9  | 37 | 39 | -2  | 24  |
| 8   | Unión Española       | 24 | 8  | 7  | 9  | 45 | 43 | 2   | 23  |
| 9   | Santiago Morning     | 24 | 8  | 6  | 10 | 50 | 52 | -2  | 22  |
| 10  | Everton              | 24 | 8  | 5  | 11 | 41 | 46 | -5  | 21  |
| 11  | Badminton            | 24 | 6  | 9  | 9  | 52 | 63 | -11 | 21  |
| 12  | Iberia               | 24 | 5  | 5  | 14 | 38 | 54 | -16 | 15  |
| 13  | Santiago National    | 24 | 4  | 6  | 14 | 47 | 79 | -32 | 14  |

PJ=Partidos jugados; PG=Partidos ganados; PE=Partidos empatados; PP=Partidos perdidos; GF=Goles a favor; GC=Goles en contra; Dif=Diferencia de gol; Pts=Puntos
|  | Clasifica a la liguilla por el campeonato |

## Liguilla por el campeonato
| Pos | Equipo               | PJ | PG | PE | PP | GF | GC | Dif | Pts |
| --- | -------------------- | -- | -- | -- | -- | -- | -- | --- | --- |
| 1   | Audax Italiano       | 5  | 3  | 2  | 0  | 7  | 4  | 3   | 8   |
| 2   | Santiago Wanderers   | 5  | 2  | 2  | 1  | 6  | 6  | 0   | 6   |
| 3   | Green Cross          | 5  | 2  | 1  | 2  | 12 | 10 | 2   | 5   |
| 4   | Magallanes           | 5  | 2  | 1  | 2  | 9  | 8  | 1   | 5   |
| 5   | Universidad de Chile | 5  | 0  | 5  | 0  | 7  | 7  | 0   | 5   |
| 6   | Colo-Colo            | 5  | 0  | 1  | 4  | 3  | 9  | -6  | 1   |

PJ=Partidos jugados; PG=Partidos ganados; PE=Partidos empatados; PP=Partidos perdidos; GF=Goles a favor; GC=Goles en contra; Dif=Diferencia de gol; Pts=Puntos

### Tabla agregada
| Pos | Equipo               | PJ | PG | PE | PP | GF | GC | Dif | Pts |
| --- | -------------------- | -- | -- | -- | -- | -- | -- | --- | --- |
| 1   | Audax Italiano       | 29 | 16 | 6  | 7  | 66 | 50 | 16  | 38  |
| 2   | Magallanes           | 29 | 13 | 10 | 6  | 69 | 49 | 20  | 36  |
| 3   | Universidad de Chile | 29 | 11 | 12 | 6  | 62 | 47 | 15  | 34  |
| 4   | Santiago Wanderers   | 29 | 12 | 8  | 9  | 53 | 48 | 5   | 32  |
| 5   | Green Cross          | 29 | 13 | 6  | 10 | 73 | 69 | 4   | 32  |
| 6   | Colo-Colo            | 29 | 9  | 12 | 8  | 53 | 47 | 6   | 30  |

PJ=Partidos jugados; PG=Partidos ganados; PE=Partidos empatados; PP=Partidos perdidos; GF=Goles a favor; GC=Goles en contra; Dif=Diferencia de gol; Pts=Puntos
|  | Campeón |

## Liguilla por el descenso
| Pos | Equipo               | PJ | PG | PE | PP | GF | GC | Dif | Pts |
| --- | -------------------- | -- | -- | -- | -- | -- | -- | --- | --- |
| 1   | Unión Española       | 6  | 5  | 1  | 0  | 20 | 9  | 11  | 11  |
| 2   | Badminton            | 6  | 3  | 3  | 0  | 15 | 10 | 5   | 9   |
| 3   | Everton              | 6  | 3  | 2  | 1  | 15 | 12 | 3   | 8   |
| 4   | Deportivo Iberia     | 6  | 2  | 2  | 2  | 13 | 10 | 3   | 6   |
| 5   | Santiago National    | 6  | 2  | 0  | 4  | 12 | 19 | -7  | 4   |
| 6   | Santiago Morning     | 6  | 0  | 2  | 4  | 10 | 17 | -7  | 2   |
| 7   | Universidad Católica | 6  | 1  | 0  | 5  | 9  | 17 | -8  | 2   |

PJ=Partidos jugados; PG=Partidos ganados; PE=Partidos empatados; PP=Partidos perdidos; GF=Goles a favor; GC=Goles en contra; Dif=Diferencia de gol; Pts=Puntos

### Tabla agregada
| Pos | Equipo               | PJ | PG | PE | PP | GF | GC | Dif | Pts |
| --- | -------------------- | -- | -- | -- | -- | -- | -- | --- | --- |
| 7   | Unión Española       | 30 | 13 | 8  | 9  | 65 | 52 | 13  | 34  |
| 8   | Badminton            | 30 | 9  | 12 | 9  | 67 | 73 | -6  | 30  |
| 9   | Everton              | 30 | 11 | 7  | 12 | 56 | 58 | -2  | 29  |
| 10  | Universidad Católica | 30 | 10 | 6  | 14 | 46 | 56 | -10 | 26  |
| 11  | Santiago Morning     | 30 | 8  | 8  | 14 | 60 | 69 | -9  | 24  |
| 12  | Iberia               | 30 | 7  | 7  | 16 | 51 | 64 | -13 | 21  |
| 13  | Santiago National    | 30 | 6  | 6  | 18 | 59 | 98 | -39 | 18  |

PJ=Partidos jugados; PG=Partidos ganados; PE=Partidos empatados; PP=Partidos perdidos; GF=Goles a favor; GC=Goles en contra; Dif=Diferencia de gol; Pts=Puntos
|  | Descenso suspendido |

## Campeón
| Chile                    |
| Audax Italiano 2º Título |